# Перша ліга СРСР з футболу
Перша ліга — другий за рівнем дивізіон радянського футболу з 1970 по 1991 рік.

## Огляд
1970 року була змінена схема проведення змагання у першій групі класу «А». У попередніх роках спочатку проводилися регіональні турніри у декількох зонах. У фінальній частині брали участь найкращі клуби відбіркових груп, які виборювали путівки до елітної ліги.
У першому розіграші брали участь 22 команди, які у двоколовому турнірі визначили володарів двох путівок до вищої ліги на наступний сезон. Учасники першого сезону: «Карпати» Львів, «Кайрат» Алма-Ата, «Дніпро» Дніпропетровськ, «Локомотив» Москва, «Металіст» Харків, «Динамо» Ленінград, «Крила Рад» Самара, «Рубін» Казань, «Шахтар» Караганда, «Жальгіріс» Вільнюс, «Ністру» Кишинів, «Текстильник» Іваново, «Волгар» Астрахань, «Уралмаш» Свердловськ, «Локомотив» Тбілісі, «Кубань» Краснодар, «Даугава» Рига, «Памір» Душанбе, СКА Київ, «Алга» Фрунзе, СКА Хабаровськ і «Будівельник» Ашхабад.
Наступного року першу групу класу «А» було перейменовано в Першу лігу.
«Карпати», «Кайрат», «Чорноморець», «Крила Рад» (Куйбишев) і московський ЦСКА здобули по дві перемоги у змаганнях першої ліги. «Локомотив» із Москви п'ять разів входив до трійки медалістів турніру. Найкращий голеадор в історії Першої ліги: гравець кемеровського «Кузбасу» Віталій Раздаєв (216 голів у 555 матчах).

## Призери
| Рік  | Переможець                                  | Друге місце                       | Третє місце                                       |
| ---- | ------------------------------------------- | --------------------------------- | ------------------------------------------------- |
| 1970 | «Карпати» Львів (Е. Юст)                    | «Кайрат» Алма-Ата (О. Севідов)    | «Дніпро» (В. Лобановський)                        |
| 1971 | «Дніпро» (В. Лобановський)                  | «Локомотив» Москва (Є. Рогов)     | «Чорноморець» (А. Зубрицький)                     |
| 1972 | «Пахтакор» Ташкент (В. Соловйов)            | «Шахтар» (О. Базилевич)           | «Чорноморець» (А. Зубрицький)                     |
| 1973 | «Чорноморець» (А. Зубрицький, А. Аласкаров) | «Ністру» Кишинів (В. Корольков)   | «Локомотив» Москва (М. Якушин, І. Волчок)         |
| 1974 | «Локомотив» Москва (І. Волчок)              | СКА Ростов-на-Дону (Й. Беца)      | «Динамо» Мінськ (А. Єгоров)                       |
| 1975 | «Крила Рад» (В. Кірш)                       | «Динамо» Мінськ (Є. Горянський)   | «Торпедо» Кутаїсі (А. Норакідзе)                  |
| 1976 | «Кайрат» Алма-Ата (С. Камінський)           | «Нефтчі» Баку (В. Хлистов)        | «Пахтакор» Ташкент (А. Башашкін)                  |
| 1977 | «Спартак» Москва (К. Бєсков)                | «Пахтакор» Ташкент (О. Кочетков)  | «Таврія» (С. Шапошников)                          |
| 1978 | «Крила Рад» (О. Гулевський)                 | СКА Ростов-на-Дону (М. Самарін)   | «Динамо» Мінськ (О. Базилевич, Е. Малофєєв)       |
| 1979 | «Карпати» Львів (І. Секеч)                  | «Кубань» Краснодар (В. Корольков) | «Памір» Душанбе (М. Туніс)                        |
| 1980 | «Таврія» (А.Полосін)                        | «Дніпро» (В. Лукашенко)           | «Металіст» Харків (Є. Лемешко)                    |
| 1981 | «Металіст» Харків (Є. Лемешко)              | «Торпедо» Кутаїсі (М. Цивцивадзе) | «Локомотив» Москва (О. Севідов)                   |
| 1982 | «Жальгіріс» Вільнюс (Б. Зелькявічюс)        | «Ністру» Кишинів (Л. Шевченко)    | «Колос» Нікополь (Є. Кучеревський)                |
| 1983 | «Кайрат» Алма-Ата (Л. Остроушко)            | СКА Ростов-на-Дону (П. Шубін)     | «Факел» Воронеж (В. Мар'єнко)                     |
| 1984 | «Факел» Воронеж (В. Мар'єнко)               | «Торпедо» Кутаїсі (Г. Нодія)      | СКА «Карпати» (М. Самарін, В. Булгаков)           |
| 1985 | «Даугава» Рига (Я. Скределіс)               | ЦСКА Москва (Ю. Морозов)          | СКА «Карпати» (В. Булгаков)                       |
| 1986 | ЦСКА Москва (Ю. Морозов)                    | «Гурія» Ланчхуті (Б. Сихарулідзе) | «Даугава» Рига (Я. Скределіс)                     |
| 1987 | «Чорноморець» (А. Полосін)                  | «Локомотив» Москва (Ю. Сьомін)    | «Даугава» Рига (Я. Скределіс)                     |
| 1988 | «Памір» Душанбе (Ш. Назаров)                | «Ротор» Волгоград (В. Прокопенко) | ЦСКА Москва (С. Шапошников)                       |
| 1989 | ЦСКА Москва (П. Садирін)                    | «Гурія» Ланчхуті (М. Фоменко)     | «Кайрат» Алма-Ата (С. Камінський)                 |
| 1990 | «Спартак» Владикавказ (В. Газзаєв)          | «Пахтакор» Ташкент (Ф. Новиков)   | «Металург» Запоріжжя (І. Надєїн)                  |
| 1991 | «Ротор» Волгоград (Л. Колтун)               | «Тилігул» Тирасполь (В. Вебер)    | «Уралмаш» Єкатеринбург (К. Шперлінг, М. Агафонов) |

- У дужках зазначені старші тренери команд.

## Бомбардири
| Рік  | Гравець            | Голи | Команда              |
| ---- | ------------------ | ---- | -------------------- |
| 1970 | Янош Габовда       | 24   | «Карпати» Львів      |
| 1971 | Віталій Раздаєв    | 24   | «Кузбас» Кемерово    |
| 1972 | Берадор Абдураїмов | 34   | «Пахтакор» Ташкент   |
| 1973 | Анатолій Шепель    | 38   | «Чорноморець» Одеса  |
| 1974 | Олександр Маркін   | 25   | «Зірка» Перм         |
| 1974 | Микола Климов      | 25   | «Таврія» Сімферополь |
| 1975 | Анатолій Іонкін    | 27   | «Кайрат» Алма-Ата    |
| 1976 | Ельбрус Аббасов    | 28   | «Нефтчі» Баку        |
| 1977 | Анатолій Зінченко  | 19   | «Динамо» Ленінград   |
| 1977 | Віталій Раздаєв    | 19   | «Кузбас» Кемерово    |
| 1977 | Ігор Надєїн        | 19   | «Ністру» Кишинів     |
| 1978 | Олександр Плошник  | 20   | «Кубань» Краснодар   |
| 1978 | Сергій Андрєєв     | 20   | СКА Ростов-на-Дону   |
| 1979 | Степан Юрчишин     | 42   | «Карпати» Львів      |
| 1980 | Володимир Науменко | 33   | «Таврія» Сімферополь |
| 1981 | Равіль Шаріпов     | 26   | «Металург» Запоріжжя |
| 1982 | Георгій Колядюк    | 26   | «Колос» Нікополь     |
| 1983 | Юрій Бондаренко    | 25   | «Таврія» Сімферополь |
| 1984 | Реваз Челебадзе    | 27   | «Динамо» Батумі      |
| 1985 | Валерій Шмаров     | 29   | ЦСКА Москва          |
| 1986 | Вазген Манасян     | 27   | «Памір» Душанбе      |
| 1986 | Бесік Придонішвілі | 27   | «Гурія» Ланчхуті     |
| 1987 | Віктор Пімушин     | 23   | «Кузбас» Кемерово    |
| 1988 | Мусхін Мухамадієв  | 22   | «Памір» Душанбе      |
| 1988 | Олександр Нікітін  | 22   | «Ротор» Волгоград    |
| 1989 | Валерій Масалітін  | 32   | ЦСКА Москва          |
| 1990 | Ігор Шквирін       | 37   | «Пахтакор» Ташкент   |
| 1991 | Сергій Гусєв       | 25   | «Тилігул» Тирасполь  |

Сумарні показники найкращих бомбардирів:
| №  | Гравець            | Голи | Команди                                                     |
| -- | ------------------ | ---- | ----------------------------------------------------------- |
| 1  | Віталій Раздаєв    | 216  | «Кузбас» Кемерово                                           |
| 2  | Володимир Турсунов | 173  | «Памір» Душанбе                                             |
| 3  | Віктор Пімушин     | 125  | «Кузбас» Кемерово, «Балтика» Калінінград, «Факел» Воронеж   |
| 4  | Вазген Манасян     | 120  | «Памір» Душанбе                                             |
| 5  | Равіль Шаріпов     | 118  | «Спартак» Нальчик «Металург» Запоріжжя                      |
| 6  | Володимир Науменко | 113  | «Таврія» Сімферополь «Геолог» Тюмень                        |
| 7  | Сергій Андрєєв     | 112  | СКА Ростов-на-Дону «Ростсільмаш»                            |
| 8  | Олександр Старков  | 110  | «Даугава» Рига                                              |
| 9  | Олександр Плошник  | 108  | «Кубань» Краснодар СКА Ростов-на-Дону «Спартак» Владикавказ |
| 10 | Євген Мілевський   | 102  | «Даугава» Рига                                              |
| 11 | Георгій Колядюк    | 101  | «Металург» Запоріжжя «Колос» Нікополь                       |

## Зведена таблиця
Сумарні показники виступів українських колективів у турнірах першої ліги.
| Команда                      | Т  | І   | В   | Н   | П   | М+   | М-  | О   | %    |
| ---------------------------- | -- | --- | --- | --- | --- | ---- | --- | --- | ---- |
| «Металург» Запоріжжя         | 20 | 820 | 301 | 220 | 299 | 1024 | 957 | 821 | 50,1 |
| «Таврія» Сімферополь         | 14 | 572 | 237 | 147 | 188 | 806  | 665 | 621 | 54,3 |
| «Колос» Нікополь             | 9  | 390 | 158 | 91  | 141 | 509  | 474 | 407 | 52,2 |
| «Металіст» Харків            | 8  | 336 | 132 | 92  | 112 | 377  | 336 | 356 | 52,9 |
| СКА «Карпати» Львів          | 8  | 340 | 134 | 81  | 125 | 435  | 398 | 349 | 51,3 |
| «Прикарпаття» Ів.-Франківськ | 9  | 366 | 122 | 90  | 154 | 405  | 488 | 334 | 45,6 |
| «Зоря» Луганськ              | 7  | 302 | 105 | 77  | 120 | 387  | 412 | 287 | 47,5 |
| «Дніпро» Дніпропетровськ     | 4  | 176 | 96  | 40  | 40  | 258  | 162 | 232 | 65,9 |
| «Карпати» Львів              | 4  | 172 | 91  | 41  | 40  | 276  | 162 | 223 | 64,8 |
| «Чорноморець» Одеса          | 4  | 160 | 90  | 37  | 33  | 274  | 138 | 217 | 67,8 |
| СКА Одеса                    | 5  | 218 | 72  | 57  | 89  | 251  | 261 | 201 | 46,1 |
| СКА Київ                     | 3  | 130 | 32  | 30  | 68  | 129  | 202 | 94  | 36,2 |
| «Кривбас» Кривий Ріг         | 2  | 76  | 20  | 18  | 38  | 93   | 121 | 58  | 38.2 |
| «Шахтар» Донецьк             | 1  | 38  | 19  | 13  | 6   | 57   | 21  | 51  | 67,1 |
| «Буковина» Чернівці          | 1  | 42  | 20  | 8   | 14  | 56   | 49  | 48  | 57,1 |

## Ігри, голи
Склади українських клубів, які перемагали в турнірах першої ліги.
| 1970. «Карпати» |
| Воротарі: Габор Вайда (34, 16п), Михайло Лупол (12, 5п), Олексій Швойницький (3, 1п). Захисники: Ростислав Поточняк (40), Іван Герег (40), Валерій Сиров (34), Михайло Сарабін (23), Петро Данильчук (21), Борис Сорока (21). Півзахисники: Лев Броварський (41, 7), Ігор Кульчицький (40, 7), Остап Савка (40, 1), Роман Покора (27, 4), Володимир Булгаков (21, 2). Нападники: Янош Габовда (40, 24), Геннадій Лихачов (40, 10), Богдан Грещак (38, 10), Володимир Данилюк (25, 3), Іван Шопа (14, 1). Автогол: Іванов («Локомотив» М). Старший тренер — Ернест Юст, начальник команди — Карло Мікльош, тренер — Юрій Сусла. |
| 1971. «Дніпро» |
| Воротарі: Сергій Собецький (24, 18п), Леонід Колтун (21, 9п). Захисники: Микола Богданов (40), Петро Найда (42), Володимир Сергєєв (40), Петро Цунін (22), Микола Артюх (19), Олексій Семенов (3). Півзахисники: Роман Шнейдерман (42, 7), Анатолій Гринько (37, 12), Станіслав Євсєєнко (30, 6), Віктор Назаров (39, 11), Володимир Федоренко (34, 2), Анатолій Пилипчук (13, 3), Віталій Шаличев (12, 2), Микола Самойленко (1). Нападники: Василь Лябик (39, 7), Віктор Романюк (36, 19), Олексій Христян (36, 12), Олександр Снітько (6, 1), Віктор Мірошин (4), Євген Торопов (3), Віктор Корженко (1). Автогол: Фаєвцов («Даугава»). Старший тренер: Валерій Лобановський.                                                                        |
| 1973. «Чорноморець» |
| Воротар: Олександр Дегтярьов (33, 29п), Олексій Нефьодов (13, 9п). Захисники: Віктор Зубков (35, 3), Сергій Круликовський (21), Валерій Кузьмін (34), В'ячеслав Лещук (37, 3), Валерій Москвичов (17), Володимир Нечаєв (38, 3), Віталій Фейдман (30, 2), Ігор Соколовський (2, 1), Віталій Сиромятников (2), Вадим Федоров (1). Півзахисники: Леонід Барановський (11, 2), Віктор Боровиков (33, 5), Володимир Бутенко (34, 7), Анатолій Дорошенко (3), Ігор Іваненко (27, 2), Олександр Поліщук (9), Григорій Сапожников (36, 4), Володимир Устимчик (8). Нападники: Анатолій Шепель (36, 38), Віктор Томашевський (38, 13). Старший тренер — Анатолій Зубрицький (до 31 серпня), Ахмед Аласкаров (з 1 вересня).                                      |
| 1979. «Карпати» |
| Воротар: Олексій Швойницький (46, 43п). Захисники: Василь Щербей (43), Анатолій Саулевич (41, 5), Олег Родін (40), Юрій Суслопаров (38, 3), Юрій Бондаренко (17), Василь Гунько (17), Ігор Цісельський (5), Іван Паламар (4). Півзахисники: Юрій Дубровний (46, 5), Андрій Баль (44, 8), Лев Броварський (44, 3), Ярослав Думанський (26, 2), Костянтин Антоненко (15, 1), Василь Рац (4). Нападники: Степан Юрчишин (42, 42), Григорій Батич (38, 11), Ігор Мосора (34, 8), Іван Буловчак (27), Володимир Дикий (20, 1), Юрій Цимбалюк (7, 1). Старший тренер — Іштван Секеч, начальник команди — Михайло Кусень, тренери — Ярослав Дмитрасевич, Богдан Грещак.                                                                                        |
| 1980. «Таврія» |
| Воротар: Віктор Юрковський (46, 42п). Захисники: Сергій Матухно (42), Костянтин Панчик (42, 1), Віктор Корольов (38), Олександр Шудрик (31), Валерій Авдиш (7). Півзахисники: Борис Маринцов (43, 3), Володимир Синельник (43, 7), Олег Серебрянський (38, 3), Анатолій Сироватський (35, 7), Сергій Причиненко (34, 3), Володимир Причиненко (33, 1), Євген Король (14), Андрій Черемисін (6). Нападники: Володимир Науменко (46, 33), Валерій Петров (43, 14), Сергій Каталимов (37, 1), Юрій Цимбалюк (19, 9), Юрій Зуйков (5). Старший тренер — Анатолій Полосін, начальник команди — Анатолій Заяєв, тренер — Анатолій Савін. |
| 1981. «Металіст» |
| Воротарі: Юрій Сивуха (38, 29п), Володимир Тростенюк (5), Микола Леонов (4, 4п). Захисники: Геннадій Дегтярьов (42, 3), Ростислав Поточняк (42), Валентин Крячко (35, 1), Сергій Сапешко (35), Олександр Косолапов (32), Віктор Камарзаєв (27, 3), Сергій Кузнецов (5). Півзахисники: Леонід Ткаченко (41, 7), Володимир Лінке (40, 9), Олександр Горбик (38), Станіслав Берніков (36, 3), Віктор Сусло (32, 4), Іван Ледней (10), Павло Яковенко (2), Сергій Шевченко (1). Нападники: Леонід Сааков (29, 2), Сергій Малько (46, 11), Юрій Цимбалюк (37, 7), Нодар Бачіашвілі (36, 17), Олександр Довбій (24, 1), Сергій Свистун (2). Старший тренер — Євген Лемешко, начальник команди — Станіслав Костюк, тренери — Роман Шподарунок, Микола Альошин. |
| 1987. «Чорноморець» |
| Воротарі: Віктор Гришко (38, 28п), Іван Жекю (5, 3п). Захисники: Сергій Жарков (40, 2), Василь Іщак (40), Сергій Третяк (37, 1), Леонід Гайдаржи (20), Вадим Каратаєв (19, 3), Сергій Кочвар (6, 1). Півзахисники: Володимир Плоскина (42, 2), Геннадій Перепаденко (41, 10), Сергій Зірченко (40, 7), Ігор Наконечний (36, 1), Сергій Процюк (21, 1), Віталій Тищенко (8), Ігор Савельєв (6). Нападники: Олександр Щербаков (41, 12), Юрій Секінаєв (39, 7), Володимир Фінк (32, 12), Валентин Стрижаков (29, 3), Олександр Гущин (23), Борис Тропанець (2). Автоголи: Дикарьов (СКА Р/Д), Хомутецький («Ротор»). Старший тренер — Анатолій Полосін; начальник команди — Віктор Шарій (до липня), Юрій Заболотний (з серпня); тренер — Семен Альтман.  |